# Milost (teologie)
Milostí se v teologii rozumí Boží laskavé jednání s člověkem bez zřetele na jeho zásluhy či poklesky. V případě druhé možnosti proto může milost ze strany Boha zahrnovat takové jednání, kdy nás netrestá tak, jak bychom si zasloužili. Z prvé možnosti je naproti tomu vyvozována samotná existence stvořeného světa, jakož i život každého jednotlivce. „Z jeho plnosti jsme byli obdarováni my všichni milostí za milostí.“ J 1, 16 (Kral, ČEP) Samotné chápání účinků milosti, omilostnění člověka, vlastní zásluhy člověka a související otázky, se však staly předmětem mnoha sporů v dějinách křesťanství. Ze starších herezí se jednalo např. o pelagianismus či semipelagianismus, který významným způsobem vyvracel sv. Augustin. Spory v nauce o milosti a ospravedlnění pak stály v jádru protestantské reformace. Závazné katolické stanovisko k těmto otázkám v reakci na tyto debaty pak zaujal Tridentský koncil.

## Milost v katolické teologii
Katolická teologie rozlišuje dvojí základní význam termínu milost (lat. gratia): milost ve smyslu to, co je dáno bez zásluhy (gratia gratis data), a milost ve smyslu to, co činí (Bohu) milým (gratia gratum faciens). Gratia gratis data" označuje nadpřirozené a nezasloužené dary Boha lidem --charismata -- ve formě dispozic pro určité konkrétní úkoly. Účelem tohoto typu milosti není dobro jejího příjemce, ale dobro těch, jichž se bude týkat příslušná služba. Příkladem tohoto typu milosti je například prorocké charisma.
Účelem gratia gratum faciens je naproti tomu dobro samotného příjemce; jedná se reálné působení Boží v duši člověka, kterým ho vnitřně uzdravuje, zbavuje hříchu, posvěcuje a pomáhá mu ke spáse. Podle katolické nauky tedy milost člověka vnitřně proměňuje, nejde (na rozdíl od typické protestantské pozice) o pouhé vnější "právní" deklaraci či přikrytí hříchu.
Podle katolické víry je "gratia gratum faciens" nutnou podmínkou spásy; člověk ve stavu prvotního hříchu není schopen vlastními silami dosáhnout ospravedlnění. Přestože však prvotní impuls ke každému nadpřirozeně záslužnému skutku musí přijít od Boha skrze tuto milost, a není možné si jej ani nijak zasloužit, člověk na tuto prvotní nabídku milosti může svobodně reagovat, spolupracovat s ní a tak si zasloužit další rozhojnění milosti. Člověk je také schopen i bez pomoci milosti přirozeně mravně dobrých skutků, byť jimi samotnými (bez přispění milosti) si nemůže zasloužit spásu. Není tedy (na rozdíl od protestantismu) každý skutek bez přispění milosti hříchem.
"Gratia gratum faciens" se dále dělí na milost aktuální a milost habituální. Zatímco aktuální milost je okamžité nadpřirozené Boží působení na duši člověka, habituální milost je trvalý stav či kvalita duše. Pro spásu člověka je nutné, aby se v okamžiku smrti nalézal ve stavu habituální milosti, tzv. "milosti posvěcující", tj. ve stavu nadpřirozeného přátelství s Bohem, které obnáší tři teologální ctnosti: víru, naději a lásku.
Přestože prvotní aktuální milost, která je podmínkou jakékoliv spásonosné aktivity člověka, dává Bůh zcela nezaslouženě a bezpodmínečně, pro možnost další řádné spolupráce člověka na získávání milostí stanovil prostředky, které se nazývají svátosti. Řádným prostředkem pro získání habituální milosti posvěcující je zejména křest a svátost smíření (zpověď). Habituální milost posvěcující získává křesťan skrze křest, může ji ovšem pozbýt spácháním těžkého hříchu. V takovém případě je třeba přistoupit ke svátosti smíření, aby byl stav milosti posvěcující obnoven. Bůh však samozřejmě není těmito prostředky vázán, a může milost udělovat i jinými, mimořádnými způsoby. I člověk, který není ve stavu milosti posvěcující, může Boha prosit o aktuální "pomáhající" milosti.

## Milost v pravoslavné teologii
Pravoslaví na milost, nazývanou přesněji také blahodať, nahlíží obdobně jako katolicismus.

## Milost v protestantské teologii
V protestantské teologii je milost základní skutečností křesťanského života. Martin Luther vyznával princip Boží bezpodmínečné milosti, což se stalo základním kamenem reformace, protože právě tento princip totální, zcela nezasloužené a nezasloužitelné milosti se vymezoval vůči některým směrům pozdně scholastické teologie. Dle tohoto náhledu je člověk po pádu natolik náchylný k hříchu, že zkrátka není schopen ze své síly zjednat jakoukoli nápravu a je proto odsouzen k zahynutí. Princip milosti však tuto odsuzující skutečnost radikálně mění. Skrze milost je tak člověk očištěn a skrze Kristovu prolitou krev je čistý neboli svatý.